# Huỳnh Tử Hằng
Huỳnh Tử Hằng (tên tiếng Anh: Hugo Wong Tsz Hang, sinh ngày 28 tháng 6 năm 1982) tên khai sinh là Huỳnh Tử Hành, nam diễn viên và người dẫn chương trình Hong Kong, hiện là nghệ sĩ dưới hợp đồng quản lí của đài truyền hình TVB.

## Sự nghiệp
Huỳnh Tử Hằng từng học ở Trường trung học Phật giáo Lương Thực Vỹ (thuộc Hội Hương Hải Chánh Giác Liên), sau khi tốt nghiệp năm 1999 liền thi vào Lớp huấn luyện diễn xuất khóa 14 của TVB. Sau khi tốt nghiệp khóa huấn luyện, anh từng dẫn chương trình Rảnh rỗi ở đô thị. Suốt những năm đầu chủ yếu đóng các vai quần chúng trong phim, tới năm 2003 đóng vai nhị phó cơ trưởng Chung Thế Bái (Nick) trong Bao la vùng trời, rồi năm 2013 diễn lại vai Nick đã thăng chức phó cơ trưởng cao cấp trong Bao la vùng trời II khiến khán giả quen mặt. Cùng năm, anh đóng vai Tư Đồ Phong (Zeus) trong Giải mã nhân tâm II được khán giả bắt đầu chú ý.
Năm 2014, Huỳnh Tử Hằng nhờ vai phản diện Sài Nhật Thăng trong Ông trùm tài chính mà được đề cử "Nam nghệ sĩ TVB tiến bộ vượt bậc được yêu thích nhất" trong Lễ trao giải TVB ở Malaysia 2014, diễn xuất của anh được khán giả Malaysia công nhận. Năm 2015 lại được chú ý bởi vai phụ Thôi Hiền Triết trong 4 nàng luật sư, được đề cử "Nam nghệ sĩ TVB tiến bộ vượt bậc được yêu thích nhất" trong Lễ trao giải TVB ở Malaysia 2015, nhưng chỉ vào top 3. Cùng năm, nhờ vai Lữ Diệu Uy trong Nghịch chiến Đường Tây mà được đề cử "Nam nghệ sĩ tiến bộ vượt bậc" và "Nam phụ xuất sắc nhất" trong Lễ trao giải TVB ở Hong Kong năm 2015, là lần đầu tiên được đề cử ở lễ trao giải khánh đài từ lúc vào nghề.
Tháng 1 năm 2017, Huỳnh Tử Hằng lần đầu được đóng vai nam chính 2 trong Ẩm thực tranh tài, tháng 10 cùng năm được đóng nam chính 3 trong Pháp sư bất đắc dĩ. Ngoài ra, mấy năm gần đây anh còn trở thành diễn viên thường dùng của giám chế Trang Vỹ Kiện, Trần Diệu Toàn và Diệp Trấn Huy.

## Cuộc sống tình cảm
Năm 2016, Huỳnh Tử Hằng và Dụ Mỹ bị truyền thông đưa tin đang yêu nhau dù Dụ Mỹ đã có gia đình, Tử Hằng trả lời rằng không biết Dụ Mỹ chưa ly hôn. Sau đó hai người không phát triển thêm, chỉ giữ quan hệ bạn bè.
Ngày 5/12/2018, Huỳnh Tử Hằng bị một fan nữ 28 tuổi ở Đại lục nói rằng đôi bên đã quan hệ tình dục với nhau, sau đó mất liên lạc, bây giờ fan nữ này có thai 4 tháng. Huỳnh Tử Hằng thừa nhận từng quan hệ với cô này nhưng luôn sử dụng biện pháp an toàn, vả lại đã không gặp nhau suốt một năm rưỡi, bản thân không ngại tiến hành xét nghiệm DNA. Tuy nhiên sau đó fan nữ này đã phá thai, đến nay sự việc vẫn bỏ ngỏ chưa đi đến kết luận.
Cùng thời gian đó ca sĩ Địch Tử tiết lộ anh từng hẹn cô tới khách sạn trong lễ Halloween cùng năm.

## Danh sách tác phẩm

### Truyền hình (TVB)
| Năm phát hành | Tên tiếng Việt                            | Tên tiếng Anh                      | Tên tiếng Hoa [Hán Việt]                                            | Vai diễn [Biệt danh] |
| ------------- | ----------------------------------------- | ---------------------------------- | ------------------------------------------------------------------- | --- |
| 2000          | Bàn tay nhân ái II                        | Healing Hands II                   | 妙手仁心II (Diệu thủ nhân tâm II)                                   | Nhân viên pha chế trong quán rượu |
| 2001          | Gia đình vui vẻ (cổ trang)                | Virtues of Harmony                 | 皆大歡喜。古裝電視劇 (Giai đại hoan hỉ - cổ trang)                  | Dân làng (tập 5) Người qua đường (tập 30, 272) Trợ thủ biểu diễn múa lửa (tập 98) Thái giám (tập 152, 175, 185, 191) Người phụ bào chế thuốc (tập 227) Cậu Châu Chấu (tập 313) |
| 2001          | Câu chuyện của ngày xưa                   | The Awakening Story                | 婚前昏後 (Hôn tiền hôn hậu)                                         | Đồng nghiệp của Tôn Khánh Hân |
| 2001          | Cỗ máy thời gian                          | A Step Into the Past               | 尋秦記 (Tầm Tần ký)                                                 | Ký giả |
| 2002          | Đội cứu hỏa anh hùng                      | Burning Flame II                   | 烈火雄心II (Liệt hỏa hùng tâm II)                                   | Lính cứu hỏa (tập 12) |
| 2002          | Chuyên gia đàm phán                       | Take My Word For It                | 談判專家 (Đàm phán chuyên gia)                                      | Học viên cảnh sát |
| 2002          | Đôi đũa lệch                              | Square Pegs                        | 戇夫成龍 (Tráng phu thành long)                                     | Thiếu niên (tập 1) |
| 2003          | Quá khứ và hiện tại                       | The King Of Yesterday And Tomorrow | 九五至尊 (Cửu ngũ chí tôn)                                          | Vệ sĩ |
| 2003          | Bức màn bí mật II - Nhân chứng            | Witness To A Prosecution II        | 洗冤錄II (Tẩy oan lục II)                                           | Dân làng (tập 5) |
| 2003          | Hồ sơ tuyệt mật                           | The 'W' Files                      | 衛斯理 (Vệ Tư Lý)                                                   | Sinh viên đại học |
| 2003          | Se duyên                                  | Better Halves                      | 金牌冰人 (Kim bài băng nhân)                                        | Tùng |
| 2003          | Quy luật sống còn                         | Survivor's Law                     | 律政新人王 (Luật chính tân nhân vương)                              | Cảnh sát |
| 2003          | Sự hoàn hảo                               | Not Just A Pretty Face             | 美麗在望 (Mỹ lệ tại vọng)                                           | Trác Hạo Nhiên |
| 2003          | Bao la vùng trời                          | Triumph in the Skies               | 衝上雲霄 (Xung thượng vân tiêu)                                     | Nick Chung Thế Bái |
| 2005          | Gia đình vui vẻ (hiện đại)                | Virtues of Harmony II              | 皆大歡喜。時裝電視劇 (Giai đại hoan hỉ - thì trang)                 | Nhân viên tiệm thuốc (tập 439) |
| 2005          | Mưu dũng kỳ phùng                         | The Gentle Crackdown               | 秀才遇著兵 (Tú tài ngộ trước binh)                                  | Thợ chải đầu ở Nghi Dung Viện |
| 2007          | Thuật tiên tri                            | A Change of Destiny                | 天機算 (Thiên cơ toán)                                              | Kiệt |
| 2008          | Thái Cực                                  | The Master of Tai Chi              | 太極 (Thái Cực)                                                     | Lộ Trọng Giai |
| 2008          | Bằng chứng thép II                        | Forensic Heroes II                 | 法證先鋒II (Pháp chứng tiên phong II)                               | Trương Kim Thủy |
| 2008          | Oan gia tương phùng                       | Your Class or Mine                 | 尖子攻略 (Tiêm tử công lược)                                        | Cốc Hiên Viên |
| 2008          | Thiếu niên tứ đại danh bổ                 | The Four                           | 少年四大名捕 (Thiếu niên tứ đại danh bổ)                            | Tần Minh |
| 2008          | Lấy chồng giàu sang                       | The Gem of Life                    | 珠光寶氣 (Châu quang bảo khí)                                       | Thuộc hạ của Cao Trường Thắng |
| 2009          | Đội điều tra tinh nhuệ                    | The Threshold Of A Persona         | ID精英 (ID tinh anh)                                                | Huỳnh Tử Đức |
| 2009          | Anh hùng trong biển lửa                   | Burning Flame III                  | 烈火雄心III (Liệt hỏa hùng tâm III)                                 | Âu Chí Vỹ (tập 3, 26) |
| 2009          | Kẻ đánh thuê                              | You're Hired                       | 絕代商驕 (Tuyệt đại thương kiêu)                                    | Derek Lý |
| 2009          | Đội điều tra đặc biệt II                  | D.I.E Again                        | 古靈精探B (Cổ linh tinh thám B)                                     | Wilson (anh Đông) |
| 2009          | Bản sao                                   | A Chip Off The Old Block           | 巴不得爸爸... (Ba bất đắc ba ba...)                                 | Cửu Tử |
| 2010          | Ngũ vị nhân sinh                          | The Season of Fate                 | 五味人生 (Ngũ vị nhân sinh)                                         | Dân làng |
| 2010          | Văn phòng bác sĩ                          | Show Me the Happy                  | 依家有喜 (Y gia hữu hỉ)                                             | Nhân viên cảnh sát (CID) |
| 2011          | Ranh giới sinh tử                         | 7 Days in Life                     | 隔離七日情 (Cách ly thất nhật tình)                                 | Jacky |
| 2011          | Ván bài gia nghiệp                        | The Rippling Blossom               | 魚躍在花見 (Ngư dược tại hoa kiến)                                  | Ký giả |
| 2011          | Nữ quyền Bảo Chi Lâm                      | Grace Under Fire                   | 女拳 (Nữ quyền)                                                     | Lục Nhuận Tuyền |
| 2011          | Di chiếu công triều                       | Relic of an Emissary               | 洪武三十二 (Hồng Võ tam thập nhị)                                   | Trình Vỹ |
| 2011          | Tại sao sếp là thầy / Trường học mật cảnh | Yes, Sir. Sorry, Sir!              | 點解阿Sir係阿Sir (Điểm giải A Sir hệ A Sir)                         | Nhân viên điều tra CIB |
| 2011          | Mì gia đại chiến                          | Wax and Wane                       | 團圓 (Đoàn viên)                                                    | Alan |
| 2011          | Chân tướng                                | The Other Truth                    | 真相 (Chân tướng)                                                   | Dũng |
| 2011          | Tiềm hành truy kích                       | Lives of Omission                  | 潛行狙擊 (Tiềm hành thư kích)                                       | Uông Tử Kính |
| 2011          | Cuộc hẹn tử thần                          | Men With No Shadows                | 不速之約 (Bất tốc chi ước)                                          | Nhân viên điều tra CIB |
| 2011          | Thần thám Phúc Lộc Thọ                    | Super Snoops                       | 荃加福祿壽探案 (Thuyên gia Phúc Lộc Thọ thám án)                    | Roy |
| 2011          | Bằng chứng thép III                       | Forensic Heroes III                | 法證先鋒III (Pháp chứng tiên phong III)                             | Benny Trần Trác Hoa |
| 2011          | Thiên và Địa                              | When Heaven Burns                  | 天與地 (Thiên dữ địa)                                               | Lục Tác |
| 2012          | Người cha tuyệt vời                       | Daddy Good Deeds                   | 當旺爸爸 (Đương vượng ba ba)                                        | Hà Triệu Đường |
| 2012          | Quyền vương                               | Gloves Come Off                    | 拳王 (Quyền vương)                                                  | Dư Văn Tuấn |
| 2012          | Mái ấm gia đình                           | Come Home Love                     | 愛。回家 (Ái hồi gia 1)                                             | Luật sư Hà (Calvin) Scott (tập 169, 170, 176, 177) Mike (tập 584) |
| 2012          | Tâm chiến                                 | Master of Play                     | 心戰 (Tâm chiến)                                                    | Huy |
| 2012          | Đội Phi Hổ                                | Tiger Cubs                         | 飛虎 (Phi Hổ)                                                       | Tín |
| 2012          | Bảo vệ nhân chứng                         | Witness Insecurity                 | 護花危情 (Hộ hoa nguy tình)                                         | Bác sĩ |
| 2012          | Trở về thời Tam Quốc                      | Three Kingdoms RPG                 | 回到三國 (Hồi đáo Tam Quốc)                                         | Châu Chí Hiền |
| 2012          | Tòa án lương tâm II                       | Ghetto Justice II                  | 怒火街頭II (Nộ hỏa nhai đầu II)                                     | Bác sĩ Wong |
| 2012          | Ranh giới thiện ác                        | Highs and Lows                     | 雷霆掃毒 (Lôi đình tảo độc)                                         | Lý Kỷ Chính |
| 2012          | Tình đã vội bay                           | The Stamp of Love                  | 肥婆奶奶扭計媳 (Phì bà nãi nãi nữu kế tức)                          | Nhân viên điều tra Tổ trọng án Nhân viên cô nhi viện |
| 2012          | Vòng quay hạnh phúc                       | Missing You                        | 幸福摩天輪 (Hạnh phúc ma thiên luân)                                | Ken |
| 2012          | Pháp võng truy kích                       | Friendly Fire                      | 法網狙擊 (Pháp võng thư kích)                                       | Mạc Duy Phu |
| 2013          | Đấu tranh cho tình yêu                    | Fight For Love                     | 談談情。練練武 (Đàm đàm tình - luyện luyện võ)                      | Phó đạo diễn |
| 2013          | Ngọc tỷ kỳ án                             | The Day of Days                    | 初五啟市錄 (Sơ ngũ khải thị lục)                                    | Trương Vũ |
| 2013          | Nữ cảnh tác chiến                         | Sergeant Tabloid                   | 女警愛作戰 (Nữ cảnh ái tác chiến)                                   | Chung Tân Học (Học Thần) |
| 2013          | Giải mã nhân tâm II                       | A Great Way To Care II             | 仁心解碼II (Nhân tâm giải mã II)                                    | Tư Đồ Phong (Zeus) |
| 2013          | Thâm cung nội chiến II                    | Beauty at War                      | 金枝慾孽貳 (Kim chi dục nghiệt nhị)                                 | Từ Ấu Công |
| 2013          | Hoán đổi nhân tâm                         | A Change of Heart                  | 好心作怪 (Hảo tâm tác quái)                                         | Bác sĩ Lư |
| 2013          | Quý ông thời đại                          | Awfully Lawful                     | 熟男有惑 (Thục nam hữu hoặc)                                        | Paul |
| 2013          | Bao la vùng trời II                       | Triumph in the Skies II            | 衝上雲霄II (Xung thượng vân tiêu II)                                | Nick Chung Thế Bái |
| 2013          | Duyên nợ tam sinh                         | Always and Ever                    | 情逆三世緣 (Tình nghịch tam thế duyên)                              | Quang Tử |
| 2013          | Sứ mệnh 36 giờ II                         | The Hippocratic Crush II           | On Call 36小時II (On Call 36 tiểu thì II)                           | Phùng Miễn Khôn |
| 2013          | Quý cô lỡ thì                             | Bounty Lady                        | My盛Lady (My thịnh Lady)                                            | Louis |
| 2014          | Tình phương xa                            | Outbound Love                      | 單戀雙城 (Đơn luyến song thành)                                     | Jonathan |
| 2014          | Nội gián ATF                              | Ruse of Engagement                 | 叛逃 (Bạn đào)                                                      | Tá Đằng Trực Võ |
| 2014          | Đội hành động liêm chính 2014             | ICAC Investigators 2014            | 廉政行動2014 (Liêm chính hành động 2014)                            | Patrick Đặng Chí Văn |
| 2014          | Ông trùm tài chính/ Tiền và tình          | The Ultimate Addiction             | 點金勝手 (Điểm kim thắng thủ)                                       | Sài Nhật Thăng |
| 2014          | Hàn sơn tiềm long                         | Ghost Dragon of Cold Mountain      | 寒山潛龍 (Hàn sơn tiềm long)                                        | Tài |
| 2014          | Vòng xoáy thiện ác                        | Black Heart White Soul             | 忠奸人 (Trung gian nhân)                                            | Chu Nhật Thiên |
| 2014          | Tái chiến minh thiên                      | Tomorrow Is Another Day            | 再戰明天 (Tái chiến minh thiên)                                     | Chiêu Chí Chiêu |
| 2015          | Quý cô quyền lực                          | Madam Cutie On Duty                | 師奶MADAM (Sư nãi Madam)                                            | Valentino Hình Lam |
| 2015          | Chuyện 4 nàng luật sư                     | Raising The Bar                    | 四個女仔三個BAR (Tứ cá nữ tử tam cá Bar)                            | Hanson Thôi Hiền Triết |
| 2015          | Thiện nữ lạc hồn                          | My "Spiritual" Ex-Lover            | 倩女喜相逢 (Thiến nữ hỉ tương phùng)                                | Cẩu Cung Cách |
| 2015          | Dĩ hòa vi quý                             | Smooth Talker                      | 以和為貴 (Dĩ hòa vi quý)                                            | Anson Hồ Minh Cơ |
| 2015          | Sự chuyển mình hoa lệ                     | Limelight Years                    | 華麗轉身 (Hoa lệ chuyển thân)                                       | Famous La Tử Dự |
| 2015          | Nghịch chiến Đường Tây                    | Momentary Lapse Of Reason          | 收規華 (Thu quy hoa)                                                | Lữ Diệu Uy |
| 2015          | Thiên sứ tập sự                           | Angel In-the-Making                | 實習天使 (Thực tập thiên sứ)                                        | Jason Châu Cảnh Thần |
| 2016          | Thiết mã gặp chiến xa                     | Speed of Life                      | 鐵馬戰車 (Thiết mã chiến xa)                                        | Peter Trương Chí Hiên |
| 2016          | Công công xuất cung                       | Short End Of The Stick             | 公公出宮 (Công công xuất cung)                                      | Bạch Lãng |
| 2016          | Cảnh sát siêu năng                        | Over Run Over                      | EU超時任務 (EU siêu thì nhiệm vụ)                                   | Tim Trình Lượng Thiêm |
| 2016          | Điệp huyết trường thiên                   | No Reserve                         | 巾幗梟雄之諜血長天 (Cân quắc kiêu hùng chi Điệp huyết trường thiên) | Đại tá quân Nhật |
| 2017          | Ẩm thực tranh tài                         | Recipes To Live By                 | 味想天開 (Vị tưởng thiên khai)                                      | Cái Triệu Thiên |
| 2017          | Thừa thắng truy kích                      | Burning Hands                      | 乘勝狙擊 (Thừa thắng thư kích)                                      | Châu Triệu Lương |
| 2017          | Bước qua ranh giới                        | Legal Mavericks                    | 踩過界 (Thải quá giới 1)                                            | Walter Hoa Trấn Nhạc (Hoa Gia) |
| 2017          | Pháp sư bất đắc dĩ                        | The Exorcist's Meter               | 降魔的 (Hàng ma đích 1)                                             | Quách Triển Minh |
| 2017          | Những kẻ ba hoa                           | My Ages Apart                      | 誇世代 (Khoa thế đại)                                               | Tống Húc (Húc Tử) |
| 2017          | Tính tại hữu tình                         | Come With Me                       | 性在有情 (Tính tại hữu tình)                                        | Cao Thụy (tập 17, 18) |
| 2018          | Thưa ngài thẩm phán                       | OMG, Your Honour                   | 是咁的，法官閣下 (Thị cam đích, pháp quan các hạ)                   | Michael Lại Trạch Minh |
| 2019          | Kỳ án Bao Thanh Thiên                     | Justice Bao：The First Year        | 包青天再起風雲 (Bao Thanh Thiên tái khởi phong vân)                 | Trần Thế Mỹ |
| 2020          | Đặc cảnh sân bay                          | Airport Strikers                   | 機場特警 (Cơ trường đặc cảnh)                                       | Cesar Chương Chấn Hách |
| 2020          | Pháp sư bất đắc dĩ II                     | The Exorcist's 2nd Meter           | 降魔的2.0 (Hàng ma đích 2.0)                                        | Quách Triển Minh |
| 2020          | Bước qua ranh giới II                     | Legal Mavericks II                 | 踩過界II (Thải quá giới II)                                         | Walter Hoa Trấn Nhạc (Hoa Gia) |
| 2020          | Chuyện tình Hương Cảng                    | Hong Kong Love Stories             | 香港愛情故事 (Hương Cảng ái tình cố sự)                             | Larry |
| Chưa chiếu    | Khúc hoan ca Amelia (tạm dịch)            | Amelia's Rhapsody                  | 愛美麗狂想曲 (Ái mỹ lệ cuồng tưởng khúc)                            | Hàn Lỗi |
| Chưa chiếu    | Vua boxing (tạm dịch)                     |                                    | 拳王 (Quyền vương)                                                  | Diệp Nghinh Phong |

### Truyền hình (Thiệu thị huynh đệ)
| Năm phát hành | Tên tiếng Việt     | Tên tiếng Anh    | Tên tiếng Hoa [Hán Việt]                        | Vai diễn [Biệt danh] |
| ------------- | ------------------ | ---------------- | ----------------------------------------------- | -------------------- |
| 2018          | Phi hổ cực chiến   | Flying Tiger     | 飛虎之潛行極戰 (Phi Hổ chi Tiềm hành cực chiến) | Stone Lư Quốc Bân    |
| 2020          | Phi phàm tam hiệp  | The Impossible 3 | 非凡三俠 (Phi phàm tam hiệp)                    | Roy                  |
| Chưa chiếu    | Phi hổ cực chiến 3 | Flying Tiger 3   | 飛虎3壯志英雄 (Phi Hổ 3 Tráng chí anh hùng)     |                      |

### Điện ảnh
| Năm phát hành | Tên tiếng Việt                 | Tên tiếng Anh                    | Tên tiếng Hoa [Hán Việt]    | Vai diễn               |
| ------------- | ------------------------------ | -------------------------------- | --------------------------- | ---------------------- |
| 2013          | Bão trắng / Trận chiến á phiện | The White Storm / The Cartel War | 掃毒 (Tảo độc)              | Monkey                 |
| 2014          | Biệt đội cứu hỏa               | As the Light Goes Out            | 救火英雄 (Cứu hỏa anh hùng) | Lính cứu hỏa           |
| 2016          | Sứ đồ hành giả                 | Line Walker                      | 使徒行者 (Sứ đồ hành giả)   | Thủ hạ của Lam Bác Văn |

### Chương trình tổng hợp (TVB)
| Năm             | Tên chương trình (tên gốc)                                                           | Tên chương trình (tạm dịch)                                                      | Chú thích                                                          |
| --------------- | ------------------------------------------------------------------------------------ | -------------------------------------------------------------------------------- | ------------------------------------------------------------------ |
| 2014            | 都市閒情 / Pleasure & Leisure                                                        | Rảnh rỗi ở đô thị                                                                | Dẫn chương trình                                                   |
| 2015            | 超強選擇1分鐘 / The Million Dollar Minute                                            | Lựa chọn 1 phút cực mạnh                                                         | Khách mời (tập 20)                                                 |
| 2015            | 一綫娛樂 / Buzz Stop                                                                 | Giải trí tuyến 1                                                                 | Khách mời                                                          |
| 2015            | 學是學非 / Sidewalk Scientist                                                        | Học mọi lúc mọi nơi                                                              | Khách mời (tập 3, 4)                                               |
| 2015            | 我係小廚神2 / Chef Minor                                                             | Tôi là vua bếp nhỏ 2                                                             | Khách mời (tập 5)                                                  |
| 2015            | 姊妹淘 2 / All Things Girl 2                                                         | Chuyện chị em 2                                                                  | Khách mời (tập 497, 498)                                           |
| 2015            | 滋味男女                                                                             | Nam nữ cảm thụ                                                                   | Khách mời (tập 1)                                                  |
| 2015            | 安樂蝸 / Own Sweet Home                                                              | Chốn an vui                                                                      | Khách mời (tập 243)                                                |
| 2016            | Do姐有問題1 / Do Did Eat 1                                                           | Chị Do có câu hỏi 1                                                              | Khách mời (tập 21)                                                 |
| 2016            | Sunday好戲王 / Sunday Stage Fight                                                    | Vua diễn xuất Chủ nhật                                                           | Khách mời (tập 22)                                                 |
| 2016            | 姊妹淘 2 / All Things Girl 2                                                         | Chuyện chị em 2                                                                  | Khách mời (tập 611, 612)                                           |
| 2017            | 今日VIP / The Green Room                                                             | VIP hôm nay                                                                      | Khách mời (ngày 2/1 - với Chu Thần Lệ)                             |
| 2017            | 2017國泰航空新春國際匯演之夜 / Hong Kong International Chinese New Year Night Parade | Đêm hội Giao thừa Quốc tế của hãng Cathay Pacific                                | Khách mời biểu diễn                                                |
| 2017            | 千奇百趣特工隊 / Neighborhood Treasures 7                                            | Trăm ngàn kỳ thú: Đội đặc công                                                   | Khách mời (tập 8)                                                  |
| 2017            | 星級超常任務（星級健康4之Go Green碳世界）/ Wellness On The Go 4                      | Nhiệm vụ siêu cấp phi thường (Sức khoẻ siêu cấp 4: Sống xanh hưởng thụ thế giới) | Chủ trì (tập 5, 7)                                                 |
| 2017            | 玩轉香港日與夜 / Hong Kong Round The Clock                                           | Ngày đêm đi chơi hết Hong Kong                                                   | Chủ trì (tập 3, 10)                                                |
| 2017            | 築·動·愛 / Love and Construction                                                     | Xây dựng và tình yêu                                                             | Đóng vai Hà Lạc (tập 4)                                            |
| 2017            | 享樂生活又一城                                                                       | Cuộc sống hưởng lạc: Thêm 1 thành phố                                            | Chủ trì                                                            |
| 2017 - đài TVB8 | 香港可以這樣玩 鐵路篇                                                                | Có thể chơi như vầy ở Hong Kong: Phần Đường sắt                                  | Khách mời (tập 5)                                                  |
| 2018            | 新春開運王3 / Feng Shui For The New Year 3                                           | Vua khai vận xuân mới 3                                                          | Khách mời (tập 1)                                                  |
| 2018            | 星級健康5之敢動人生 / Wellness On The Go 5                                           | Sức khoẻ siêu cấp 5: Cảm động nhân sinh                                          | Khách mời                                                          |
| 2018            | 流行經典50年 / Cantopop At 50                                                        | Kiệt tác nổi tiếng 50 năm                                                        | Khách mời (tập 53)                                                 |
| 2018            | TVB 50+1周年再出發 / TVB Anniversary Light Switching Ceremony                        | Lễ thắp đèn TVB 50+1 năm                                                         | Khách mời                                                          |
| 2018            | TVB 50+1再出發節目巡禮2019 / TVB Sales Presentation 2019                             | Triển lãm TVB 50+1 tái xuất phát 2019                                            | Khách mời biểu diễn                                                |
| 2018            | 兩位吖唔該                                                                           | Làm ơn cho hai chỗ                                                               | Khách mời (tập 55, 58)                                             |
| 2018            | 今日VIP / The Green Room                                                             | VIP hôm nay                                                                      | Khách mời (ngày 6/6 - với Cao Hải Ninh, Lương Cạnh Huy, Hà Bội Du) |
| 2020            | 流行經典50年 / Cantopop At 50                                                        | Kiệt tác nổi tiếng 50 năm                                                        | Khách mời (tập 11)                                                 |
| 2020            | 萬眾同心公益金 / Community Chest Charity Show                                        | Quỹ công ích vạn chúng đồng tâm                                                  | Khách mời                                                          |

### Phim ngắn
| Năm  | Tên tiếng Hoa [Hán Việt]                                                     | Tên tiếng Việt (tạm dịch) | Chú thích                                |
| ---- | ---------------------------------------------------------------------------- | ------------------------- | ---------------------------------------- |
| 2014 | 心動 (Tâm động) Phim ngắn 28 phút (6 tập) của Công ty Lei Kei Telecom Macau  | Động lòng                 | Đóng vai Lý Gia Lạc Diễn với Lâm Tú Di   |
| 2015 | 由心而笑 (Do tâm nhi tiếu) Phim ngắn 6 phút của Công ty Konew Credit Limited | Nụ cười từ đáy lòng       | Đóng vai Lương... Tuấn Diễn với Lý Tư Kỳ |
| 2015 | Phim ngắn của Khách sạn iClub Trí Oái                                        |                           | Diễn với Lý Trị Đình                     |
| 2017 | 抓緊現在 (Trảo khẩn hiện tại) Phim ngắn mừng Ngày của Mẹ                     | Nắm bắt hiện tại          | Diễn với Bào Khởi Tịnh                   |

### Quảng cáo
- Năm 2014: Quảng cáo tuyên truyền của Cục an toàn và sức khỏe nghề nghiệp Hong Kong

## Giải thưởng và đề cử
| Năm  | Giải thưởng                              | Hạng mục                                                | Phim [Vai diễn] | Kết quả   |
| ---- | ---------------------------------------- | ------------------------------------------------------- | --- | --------- |
| 2013 | Giải thưởng của Yahoo!                   | Nam diễn viên TVB được dân mạng yêu thích nhất (top 15) | | Đoạt giải |
| 2013 | Giải thưởng của Tuần san Minh Báo        | Nam nghệ sĩ tiến bộ vượt bậc                            | Bao la vùng trời 2 (vai Chung Thế Bái) | Đoạt giải |
| 2014 | Lễ trao giải TVB ở Malaysia              | Nam nghệ sĩ TVB tiến bộ vượt bậc được yêu thích nhất    | Ông trùm tài chính (vai Sài Nhật Thăng) | Đề cử     |
| 2015 | Lễ trao giải TVB ở Malaysia              | Nam nghệ sĩ TVB tiến bộ vượt bậc được yêu thích nhất    | Quý cô quyền lực (vai Hình Lam) Chuyện 4 nàng luật sư (vai Thôi Hiền Triết) Thiện nữ lạc hồn (vai Cẩu Cung Cách) Dĩ hoà vi quý (vai Anson Hồ Minh Cơ) Sự chuyển mình hoa lệ (vai Famous La Tử Dự) Nghịch chiến Đường Tây (vai Lữ Diệu Uy) | Đề cử     |
| 2015 | Lễ trao giải TVB thường niên ở Hong Kong | Nam nghệ sĩ tiến bộ vượt bậc                            | Quý cô quyền lực (vai Hình Lam) Chuyện 4 nàng luật sư (vai Thôi Hiền Triết) Thiện nữ lạc hồn (vai Cẩu Cung Cách) Dĩ hoà vi quý (vai Anson Hồ Minh Cơ) Sự chuyển mình hoa lệ (vai Famous La Tử Dự) Nghịch chiến Đường Tây (vai Lữ Diệu Uy) | Đề cử     |
| 2015 | Lễ trao giải TVB thường niên ở Hong Kong | Nam diễn viên phụ xuất sắc nhất                         | Nghịch chiến Đường Tây (vai Lữ Diệu Uy) | Đề cử     |
| 2017 | Lễ trao giải TVB thường niên ở Hong Kong | Nam diễn viên phụ xuất sắc nhất                         | Pháp sư bất đắc dĩ (vai Quách Triển Minh) | Đề cử     |
| 2017 | Lễ trao giải TVB thường niên ở Hong Kong | Nam nghệ sĩ tiến bộ vượt bậc                            | Ẩm thực tranh tài (vai Cái Triệu Thiên) Bước qua ranh giới (vai Hoa Trấn Nhạc) Pháp sư bất đắc dĩ (vai Quách Triển Minh) | Đề cử     |
| 2018 | Lễ trao giải TVB thường niên ở Hong Kong | Nam nhân vật được yêu thích nhất                        | Thưa ngài thẩm phán (vai Lại Trạch Minh) | Đề cử     |
| 2018 | Lễ trao giải TVB thường niên ở Hong Kong | Nam diễn viên phụ xuất sắc nhất                         | Thưa ngài thẩm phán (vai Lại Trạch Minh) | Đề cử     |
| 2018 | Lễ khánh đài TVB lần thứ 51              | Nam diễn viên chính được yêu thích nhất tại Malaysia    | Thưa ngài thẩm phán (vai Lại Trạch Minh) | Đề cử     |
| 2018 | Lễ khánh đài TVB lần thứ 51              | Nam diễn viên chính được yêu thích nhất tại Singapore   | Thưa ngài thẩm phán (vai Lại Trạch Minh) | Đề cử     |
| 2020 | Lễ trao giải TVB thường niên ở Hong Kong | Nam diễn viên phụ xuất sắc nhất                         | Đặc cảnh sân bay (vai Chương Chấn Hách) | Đề cử     |